# Balgowlah
Balgowlah est une ville-banlieue australienne située dans la zone d'administration locale de Northern Beaches dans l'État de Nouvelle-Galles du Sud. 

## Géographie
Balgowlah est située à 12 km au nord-est de Sydney. 

## Histoire
Connue initialement sous le nom de Little Manly, la localité prend en 1832 son nom tiré d'un mot aborigène signifiant « port du nord » en raison de sa situation sur la rive nord de Port Jackson.

## Démographie
La population s'élevait à 7 495 habitants en 2011 et à 7 961 habitants en 2016.